# 12 Bootis
12 Bootis (12 Boo / d Boo / HD 123999) es una estrella binaria en la constelación de Bootes, el pastor. Con magnitud aparente +4,82, la separación entre sus componentes es de aproximadamente 1 segundo de arco. Se encuentra a 120 años luz de distancia del sistema solar.
Las dos estrellas que componen el sistema son dos subgigantes blanco-amarillas de tipo espectral F9IV y F8IV respectivamente. La primera de ellas, 12 Bootis A, es la más brillante y la menos caliente con una temperatura superficial de 6130 K. Su luminosidad es 7,76 veces la del Sol y su radio es 2,47 veces mayor que el radio solar. 12 Bootis B tiene una temperatura de 6230 K, una luminosidad de 4,69 soles y un radio de 1,86 radios solares. La diferencia en luminosidad, a pesar de tener tipos espectrales prácticamente iguales, es debida a la diferencia de masa entre las dos estrellas (12 Bootis A tiene 1,416 masas solares y 12 Bootis B tiene 1,374 masas solares) junto al diferente estado evolutivo. Mientras que en 12 Bootis B todavía tiene lugar la fusión nuclear de hidrógeno en su interior, 12 Bootis A, con un núcleo inerte de helio, está empezando a transformarse en una gigante roja.
Ambas estrellas orbitan alrededor del centro de masas común cada 9 días, 14 horas y 30 minutos. Su separación media es de 0,1245 UA, un tercio de la distancia que separa a Mercurio del Sol.